# Joan Galceran i Margarit
Joan Galceran i Margarit (Barcelona, 17 d'abril 1958) és un polític català, diputat al Parlament de Catalunya en la VI i VII Legislatures.

## Biografia
Treballà com a assessor de la UGT al Baix Llobregat i fou soci fundador del Club d'Handbol Sant Esteve Sesrovires. Afiliat al PSC-PSOE des de 1976, fou alcalde de Sant Esteve Sesrovires de 1983 a 2006, escollit sempre per majoria absoluta fins que dimiteix perquè considera que aleshores "els grans temes estan resolts, aprovats o, en altres casos, encarrilats". Fou militant del PSC-PSOE fins al 2011, any en què es dona de baixa perquè és privat de concórrer a unes primàries.
Fou diputat a les eleccions al Parlament de Catalunya de 1999 fins a l'any 2006, on ha estat membre de la Comissió de Justícia, Dret i Seguretat Ciutadana, i de la d'Organització i Administració. L'any 2007 publica, a través de la Fundació Rafael Campalans, el llibre de teoria política "Federalismo Ciudadano".